# Галачовці
Гала́човці — село в окрузі Бановці-над-Бебравою Банськобистрицького краю Словаччини. Станом на грудень 2015 року в селі проживало 368 людей.

## Населення
| Рік:            | 1994. | 2004.    | 2014.    | 2024.   |
| --------------- | ----- | -------- | -------- | ------- |
| Кількість осіб: | 285   | 322      | 367      | 349     |
| Різниця:        |       | +12,98 % | +13,97 % | -4,90 % |

| Рік:            | 2023. | 2024.   |
| --------------- | ----- | ------- |
| Кількість осіб: | 351   | 349     |
| Різниця:        |       | -0,56 % |